# نیکلاس اشمیت (بازیکن فوتبال)
نیکلاس اشمیت (انگلیسی: Niklas Schmidt؛ زادهٔ ۱ مارس ۱۹۹۸) بازیکن فوتبال اهل آلمان است.
از باشگاه‌هایی که در آن بازی کرده‌است می‌توان به باشگاه فوتبال اسنابروک و باشگاه ورزشی وردر برمن اشاره کرد.
وی همچنین در تیم‌های ملی فوتبال Germany national under-16 football team، جوانان آلمان، و جوانان آلمان بازی کرده‌است.